# Flavia Zorrilla Drago
Flavia Zorrilla Drago (Ciudad de México, 1985) es una diseñadora gráfica, ilustradora y autora mexicana. En 2017, fue galardonada con el primer lugar del XXIV Catálogo de Ilustradores de la Secretaría de Culturay fue reconocida con el premio Klaus Flugge por su libro Gustavo the shy ghost en 2021.  

## Trayectoria
Egresada de la carrera en diseño gráfico por la Universidad La Salle y una especialidad en ilustración  por la Escuela de Arte y Diseño de Barcelona.
Su estilo de ilustración mayormente está enfocado al público infantil, aunque ha desarrollado campañas publicitarias, creación de logotipos, personajes, editorial y productos para diversas empresas como Hermès, Hunt's, Pepsico, Nestlé. Ha colaborado con Televisa y Plaza Sézamo en el desarrollo de escenografías. Además, ha trabajado con revistas y editoriales internacionales realizando propuestas de ilustración tales como La Fiesta del té, Walter Books, Editorial Macmillan, Secretaría de Educación Pública, entre otras.
En 2019, participó en la edición conmemorativa ilustrada de la Convención sobre los Derechos del Niño por el Fondo de las Naciones Unidas para la Infancia.

## Publicaciones
- (2023) Vlad the fabulous vampire
- (2022) Leila the perfect witch
- (2020) Gustavo the shy ghost[8]